# Marlins Puerto de la Cruz
El Marlins Puerto de la Cruz Club de Béisbol y Sófbol, conocido también como Marlins de Tenerife, es un equipo de béisbol español del municipio tinerfeño de Puerto de la Cruz (Canarias) que compite en la División de Honor de la Liga Nacional de Béisbol

## Historia
El equipo fue fundado el 1 de mayo de 1997, con el apoyo del exbéisbolista cubano Néstor Pérez Suárez. Cuatro años después, en 2001, ascendió a la División de Honor —máxima categoría del béisbol en España—. En la temporada 2001-02 quedó el tercer clasificado, por lo que se clasificó para jugar competición europea, y fue nominado como equipo revelación. En la siguiente campaña quedó subcampeón de liga. Posteriormente, en el ejercicio 2003-04 revalidó su segundo puesto en el campeonato y se hizo con la Copa de la CEB celebrada en Alemania tras ganar al Zagreb BC por 8-1. Sin embargo, en la posterior sesión ganó la liga, pero cayó en la final del título europeo por 6-4 ante el mismo rival, la cual se celebró en la República Checa. Entre los años 2006 y 2009 sumó a su palmarés tres nuevos títulos de liga (cinco consecutivos) y dos Copa del Rey (2007 y 2009). De 2010 a 2013 volvió a conseguir otras cuatro Copas del Rey, mientras que en liga solo quedó primero en una ocasión (2013). A partir de este año, llegó a la final de Copa cinco veces seguidas, perdiendo en todas ellas. Por otro lado, en liga salió vencedor en las ediciones 2014, 2015, 2017 y 2019.
En categoría inferiores ha conseguido varios títulos nacionales, en infantil (2005 y 2013), cadete (2004, 2005, 2006 y 2007) y juvenil (2005, 2006, 2008, 2009 y 2010).

## Estadio

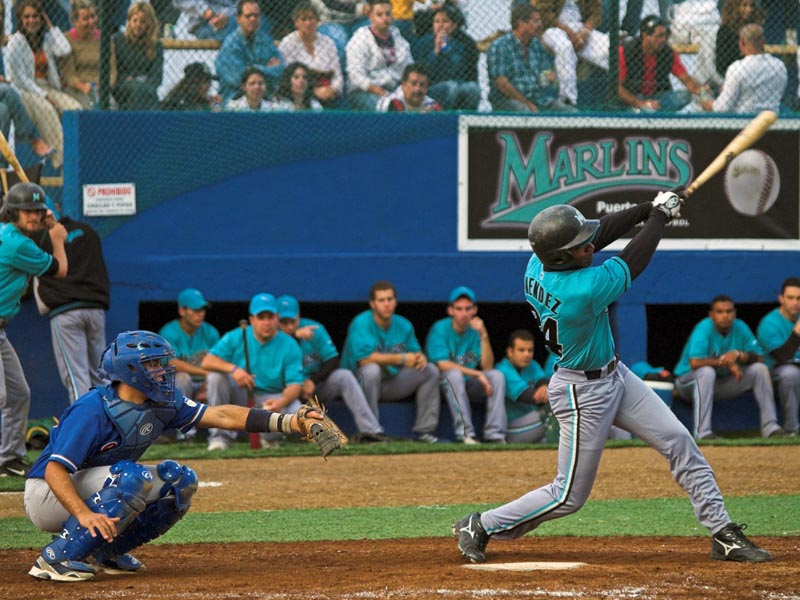
Pedro Méndez durante un partido

El estadio de los Marlins es el campo municipal de Béisbol «El Burgado». El recinto se encuentra en el Camino El Burgado, en el municipio del Puerto de la Cruz y tiene una capacidad de 400 espectadores.

## Palmarés

### Torneos nacionales
- 13 Ligas españolas (2005, 2006, 2007, 2008, 2009, 2013, 2014, 2015, 2017, 2018,2019,2021 y 2022  )
- 6 Copas del Rey (2007, 2009, 2010, 2011, 2012 y 2013)[13]

### Torneos internacionales
- 1 Copa de la CEB (2004)